# Buddha

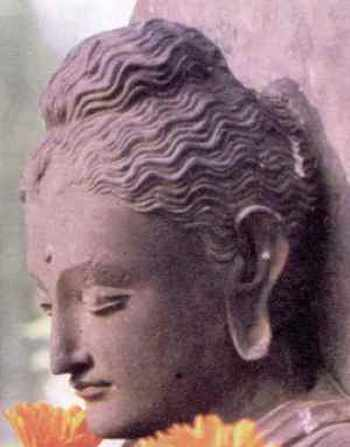
Siddhartha Gautama (oder Buddha Shakyamuni – Der Weise aus dem Geschlecht der Shakya)

Buddha Maitreya (Leshan, China)

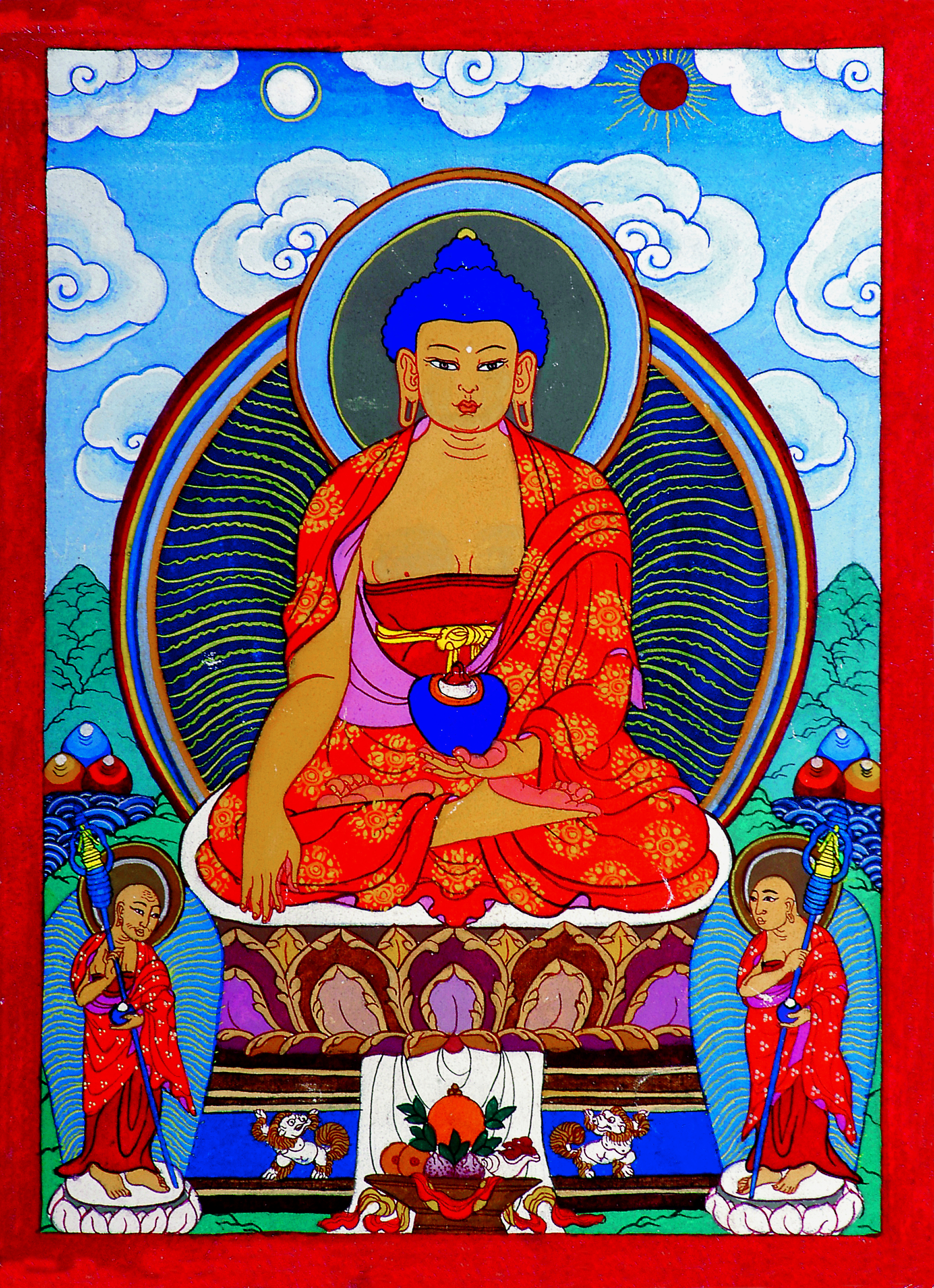
Buddha (tantrischer Buddhismus) von Otgonbayar Ershuu

Buddha (Sanskrit, m., बुद्ध, buddha, wörtlich: „der Erwachte“, chinesisch 佛, Pinyin fó, japanisch 仏, ぶつ butsu, vietnamesisch 佛 phật oder 𠍤 bụt) bezeichnet im Buddhismus ein Wesen, das Bodhi (wörtl.: „Erwachen“) erreicht hat. Buddha begegnet als Ehrenname des indischen Religionsstifters Siddhartha Gautama, dessen Lehre die Weltreligion des Buddhismus begründet. Nach buddhistischem Verständnis ist er jedoch nicht der einzig mögliche Buddha.
Im Buddhismus versteht man unter einem Buddha ein Wesen, das aus eigener Kraft die Reinheit und Vollkommenheit seines Geistes erreicht und somit eine grenzenlose Entfaltung aller in ihm vorhandenen Potenziale erlangt hat: vollkommene Weisheit (Prajna) sowie unendliches und begierdeloses Mitgefühl (Karuna) mit allem Lebendigen. Ein Buddha hat, auch wenn er zugleich eine menschliche Existenz führt, Nirvana verwirklicht und ist damit nach buddhistischer Überzeugung nicht mehr an den Kreislauf der Wiedergeburten (Samsara) gefesselt. Erwachen und Nirvana sind von transzendenter Natur, mit dem Verstand nicht zu erfassen, „tief und unergründlich wie der Ozean“, weshalb sie sich einer Beschreibung mit sprachlichen Begriffen entziehen. Diese Qualität ist für Menschen, die die Erfahrung nicht selbst gemacht haben, nicht nachzuvollziehen.
Die Verwirklichung der Buddhaschaft ist nach buddhistischer Überzeugung jedem fühlenden Wesen im Prinzip möglich, als Ergebnis eines entsprechenden Übungsweges. Gleichzeitig wird traditionell aber auch stark hervorgehoben, dass dieses Resultat sehr selten auftritt; daher ist ein Zeitalter, in dem ein Buddha erscheint, ein „glückliches Zeitalter“. Denn es gibt sehr viele „dunkle“ Zeitalter, in denen kein Buddha auftritt und man deshalb auch keine Wegweisung zur endgültigen Befreiung vorfinden kann. Der Buddha des nächsten Zeitalters soll Maitreya sein, während Kashyapa, Kanakamuni und Dipamkara drei Buddhas der Vergangenheit seien. Insbesondere der tantrische Buddhismus (Vajrayana) kennt eine Fülle von Buddhas, die auch transzendente Buddhas, Adibuddhas (fünf Dhyani-Buddhas) oder Tathagatas genannt werden.

## Etymologie
Das Wort „Buddha“ bedeutet „der Erwachte“ und ist im Sanskrit und in den von ihm abgeleiteten mittelindischen Sprachen die Stammform des Partizips der Vergangenheit der Verbalwurzel budh („erwachen“). Der Nominativ des Wortes „Buddha“ lautet im Sanskrit Buddhas, in der mittelindischen Pali-Sprache Buddho, und einige Forscher verwenden deshalb diese Formen. Da jedoch in der abendländischen Wissenschaft indische Wörter nach dem Vorbild der einheimischen Lexikographen und Grammatiker nicht in der Nominativ-, sondern in der Stammform gebraucht werden, hat sich allgemein die Form Buddha eingebürgert.
Weil Sanskrit eine indogermanische Sprache ist, findet sich die Verbalwurzel budh bzw. indogermanisch *bʰeudʰ- mit der Bedeutung „erwachen, beachten, aufmerksam machen“ in abgewandelter Form auch in vielen europäischen Sprachen wieder. So sind beispielsweise das deutsche Wort „Gebot“ und das Wort „Buddha“ miteinander verwandt.

## Buddha Shakyamuni
Der „historische Buddha“ Siddharta Gautama wird auch Shakyamuni genannt, d. h. „der Weise aus dem Shakya-Geschlecht“. Die auf ihn zurückgehende Tradition gilt als eine letztgültige Richtschnur im Buddhismus. Obwohl er in diesem Zusammenhang als „der Buddha“ bezeichnet wird, ist diese Redeweise im Buddhismus eingebettet in ein Verständnis, dass es sich letztlich um einen Buddha handelt, neben anderen, ggf. in anderen Weltzeitaltern (siehe dann in den nachfolgenden Abschnitten).

### Lebenslauf

#### Von der Geburt bis zur Familiengründung

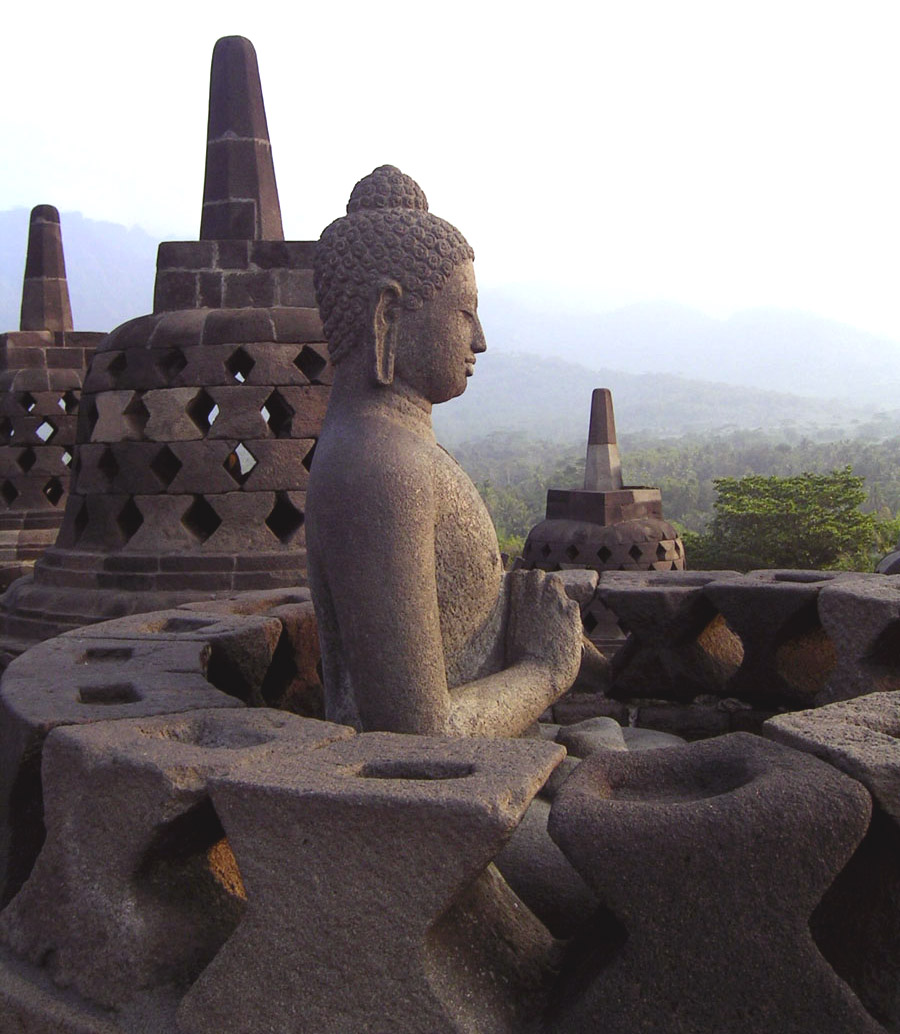
Buddhastatue in Borobudur (Java, Indonesien)

Siddhartha Gautama lebte um 500 v. Chr. in Nordindien. Als sein Geburtsort gilt Kapilavastu in der Provinz Lumbini. Sein Vater Suddhodana war Oberhaupt einer der regierenden Familien in der kleinen Adelsrepublik der Shakya im Norden von Indien im heutigen indisch-nepalischen Grenzgebiet. Hinweise auf den Königsstand von Buddhas Vater sowie auf den Prunk und die Zeremonien an dessen Hof, denen man besonders in späteren Texten begegnet, sind höchstwahrscheinlich Übertreibungen; es ist jedoch wahrscheinlich, dass die Familie zumindest dem Adel angehörte. Seine Mutter hieß Maya und starb sieben Tage nach der Geburt des Kindes. Die Eltern nannten ihren Sohn Siddhattha (in Pali) bzw. Siddhartha (in Sanskrit), was „der sein Ziel erreicht hat“ bedeutet. Der Beiname Shakyamuni bezieht sich auf seine eben genannte Herkunft. Nach der Geburt Siddharthas wurde vorausgesagt, dass er entweder ein Weltenherrscher oder aber, wenn er das Leid der Welt erkennt, jemand werden würde, der Weisheit in die Welt bringt. Der Überlieferung zufolge lebte er in einem Palast, wo ihm alles, was zum Wohlleben gehörte, zur Verfügung gestanden habe und wo er von allem weltlichen Leid abgeschirmt worden sei. Sein Vater sah in ihm den idealen Nachfolger und wollte verhindern, dass Siddhartha sich von seinem Reich abwendete. Daher sei ihm nur selten gestattet worden, den königlichen Palast zu verlassen, und wenn, seien die Straßen zuvor frei von Alten, Kranken und Sterbenden gemacht worden.

#### Von den Ausfahrten bis zum Erwachen

Die vier Ausfahrten: Siddhartha begegnet einem Greis, einem Fieberkranken, einem Leichnam und einem Asket in buddhistischer Mönchskleidung

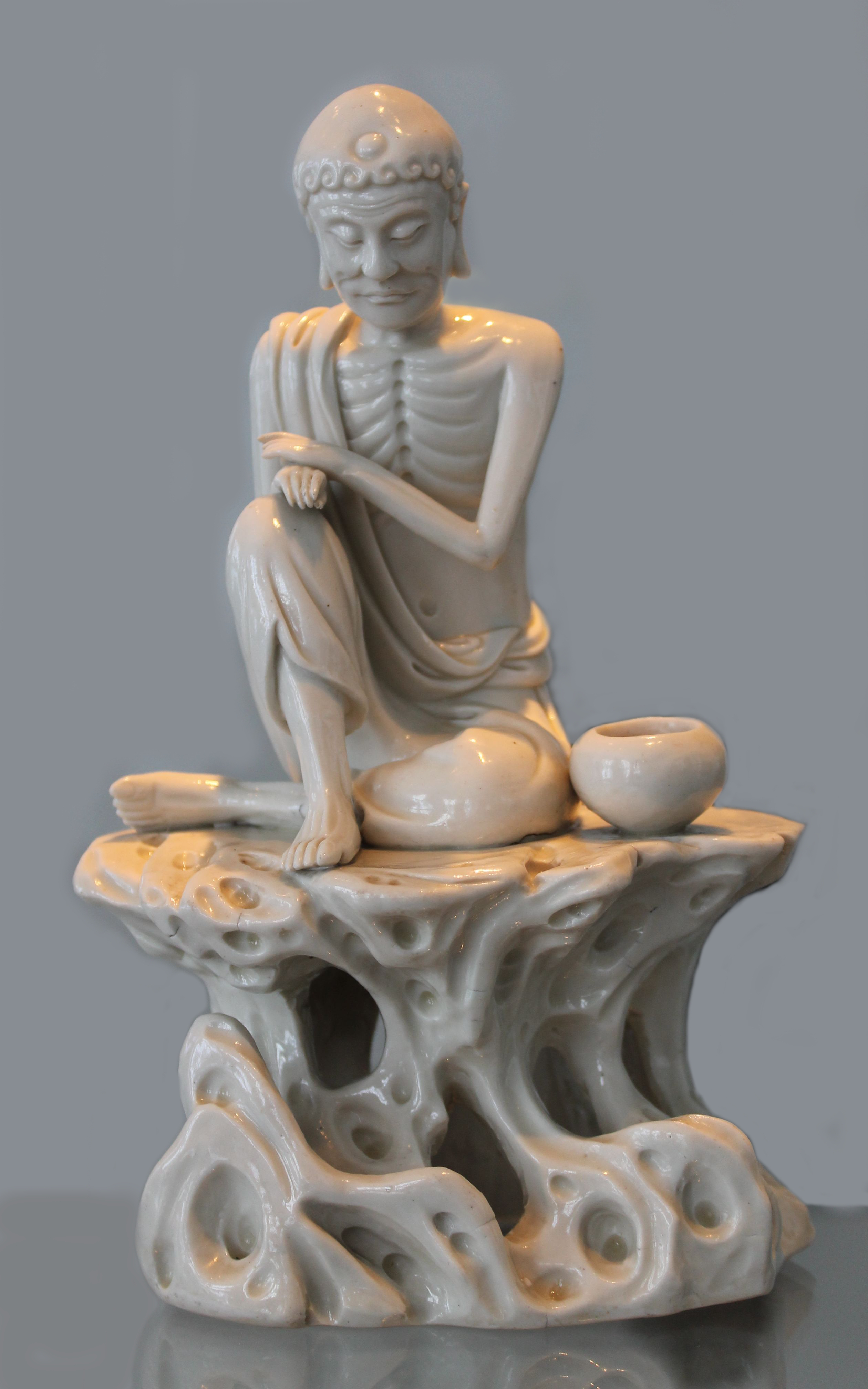
Asketischer Buddha

Siddhartha wurde von der indischen Gottheit Brahma darauf hingewiesen, dass er in seinem letzten Leben versprach, sein nächstes Leben zu nutzen, um die Menschheit vom Leid zu befreien.
Eines Tages sah er sich aber doch der Realität des Lebens und dem Leiden der Menschheit gegenübergestellt und erkannte die Sinnlosigkeit in seinem bisherigen Leben: Die Legende berichtet von Begegnungen mit einem Greis, einem Fieberkranken, einem verwesenden Leichnam und schließlich mit einem Mönch, woraufhin er beschloss, nach einem Weg aus dem allgemeinen Leid zu suchen. (Allerdings ist es bei der „Biographie“ des Buddha sehr schwierig, Legenden von Fakten zu trennen.) Mit 29 Jahren, bald nach der Geburt seines einzigen Sohnes Rahula („Fessel“), verließ er sein Kind, seine Frau Yasodhara und seine Heimat und wurde auf der Suche nach der Erlösung ein Asket. Sechs Jahre lang wanderte der Asket Gautama durch die Gangesebene, traf berühmte religiöse Lehrer, studierte und folgte ihren Systemen und Methoden und unterwarf sich selbst strengen asketischen Übungen. Da ihn all dies seinen Zielen nicht näher brachte, gab er die überlieferten Religionen und ihre Methoden auf, suchte seinen eigenen Weg und übte sich dabei vor allem in der Meditation. Er nannte dies den „Mittleren Weg“, weil er die Extreme anderer religiöser Lehren meidet.

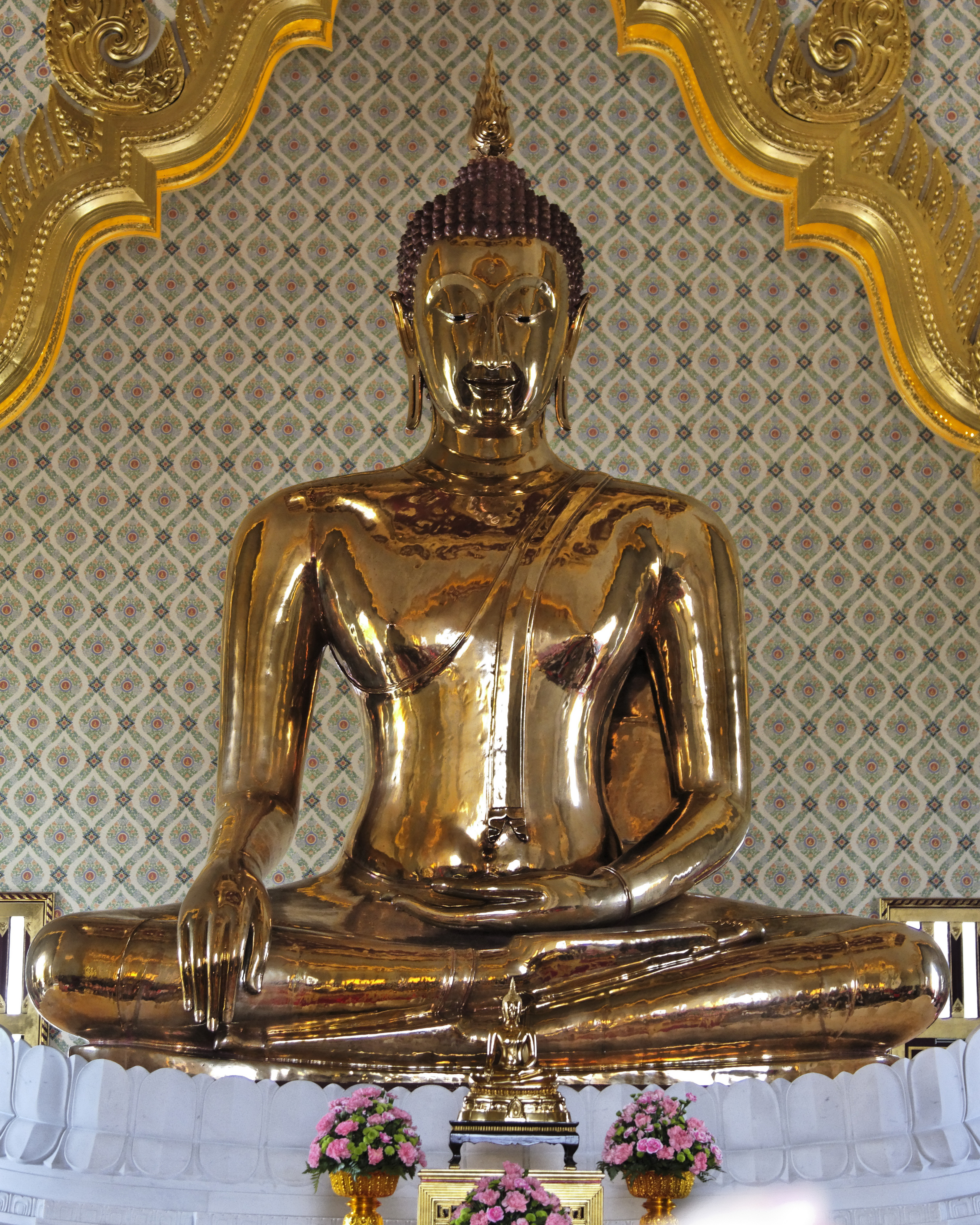
Thailändische Buddhastatue

Siddhartha Gautama „erreichte“ in seinem 35. Lebensjahr das vollkommene Erwachen (Bodhi). Dies geschah am Ufer des Neranjara-Flusses bei Bodhgaya (nahe Gaya im heutigen Bihar) unter einer Pappelfeige, die heute als Bodhi-Baum, „Baum der Weisheit“, verehrt wird. Ein Ableger eben jenes Feigenbaumes wurde der Legende nach in Sri Lanka eingepflanzt, während der indische Baum verdorrte. Von dort wurde später wiederum ein Ableger entnommen und an die ursprüngliche Stelle in Indien (nahe dem 1931 ausgegrabenen Tempelbezirk von Sarnath) gepflanzt.

#### Wirken als Lehrer
Nach dem Bodhi-Erlebnis hielt Gautama, der Buddha, im Wildpark bei Isipatana (dem heutigen Sarnath) nahe Benares vor einer Gruppe von fünf Asketen, seinen früheren Gefährten, seine erste Lehrrede. Diese fünf wurden damit die ersten Mönche der buddhistischen Mönchsgemeinschaft (Sangha). Von jenem Tage an lehrte und sprach er 45 Jahre lang vor Männern und Frauen aller Volksschichten, vor Königen und Bauern, Brahmanen und Ausgestoßenen, Geldverleihern und Bettlern, Heiligen und Räubern. Die bis heute in Indien bestehenden Unterscheidungen durch die Kastenordnung nahm er als Gegebenheit hin, betonte aber ihre Unwesentlichkeit für das Beschreiten des Wegs, den er lehrte.
Buddha soll mit 80 Jahren verstorben und ins Parinirvana eingegangen sein.

### Die Nachwirkungen seines Lebens
Auf dem ersten buddhistischen Konzil („der Fünfhundert“), das sich unmittelbar nach dem Verlöschen des Erleuchteten in einer Höhle bei Rajagriha (Rājagṛha, Pali: Rājagaha) zusammenfand, soll Ānanda, der für sein hervorragendes Gedächtnis bekannt war, die Lehrreden wiedergegeben haben. Mahakashyapa trug das Abidharma vor und Upali die Mönchsregeln.
Die Überlieferung berichtet, auf diesem Konzil sei ein Kanon der Lehre (Dharma) und einer der Ordensdisziplin (Vinayapitaka) zusammengestellt worden. Ein Text, der darüber berichten soll, Kāśyapasaṃgīti-sūtra ist im chinesischen Kanon erhalten (Taishō Nr. 2027).
Aus religionsphänomenologischer Sicht verkörpert Gautama als religiöse Autorität den Typus des „Stifters“, des „Mystikers“ und den des „Lehrers“. Der amerikanische Universalhistoriker Jerry H. Bentley wies wie bereits viele andere Wissenschaftler vor ihm auf eklatante Parallelen im Leben Jesu und Buddhas hin.

### Hagiographie
Was über das Leben Siddharta Gautamas, des Buddha Shakyamuni, heute bekannt ist, entspringt den hagiographischen Traditionen. Das bedeutet, dass auch unser Wissen über den Lebenslauf des historischen Buddha, wie im vorigen Abschnitt skizziert, von Autoren früher Shakyamuni-Viten abhängt, die nicht daran interessiert waren, historische Fakten über das Leben Shakyamunis zu tradieren. Vielmehr ging es ihnen um die Darstellung eines religiösen Ideals und auch um symbolischen Gehalt. Die nachfolgend aufgeführten Quellen stellen also biografische Aspekte in den Zusammenhang religiöser Weiterungen, die zu einem „übernatürlichen“ statt historischen Begriff des Buddha gehören.

#### Mahavastu
Das Mahavastu (dt.: Große Begebenheit; der vollständige Titel lautet Mahavastu-Avadana), das in der Mahasanghika-Schule der Hinayana-Tradition entstand, erzählt den Weg Shakyamunis durch seine früheren Existenzen bis zum Beginn seiner auf das Bodhi-Erlebnis folgenden Lehrtätigkeit in seiner Geburt als Gautama Siddhartha. Der Lebensabschnitt von Shakyamunis Lehrtätigkeit wird hier wohl deshalb nicht behandelt, weil er aus den Sutras erschlossen werden kann. Die Haupterzählung setzt zur Zeit des Buddhas Dipankara ein und berichtet, wie Shakyamuni ihm gegenüber gelobt, später selbst Buddhaschaft zu erlangen. Im Anschluss springt die Erzählung in die jüngere Vergangenheit und berichtet von Shakyamunis Wiedergeburt im Tushita-Himmel, wo sich alle zukünftigen Buddhas auf ihre Buddhaschaft vorbereiten. Als Nächstes wird dargestellt, wie Shakyamuni sich entschied, in den Mutterleib Mahamayas einzutreten, um in menschlicher Gestalt geboren zu werden. Diese Haupterzählung wird an vielen Stellen durch allegorische Nebenerzählungen, doktrinäre Erörterungen usw. unterbrochen.

#### Buddhacarita
Beim Buddhacarita handelt es sich um ein in Sanskrit verfasstes Epos des Ashvaghosa (2. Jh. n. Chr.), eines zum Buddhismus bekehrten Brahmanen, der zu den bedeutendsten Kunstdichtern des antiken Indien zählt. Das Leben Buddhas wird unter Verwendung aller Schmuckmittel (skr.: alamkara) der indischen Kunstdichtung von der Geburt bis zum Parinirvana dargestellt. Die für ein Kunstepos obligatorische Schlachtenschilderung wird im 13. Gesang mit Shakyamunis Kampf gegen den Versucher Mara und seine Heerscharen geboten. Literarisch enge Beziehungen verbinden das Epos mit dem Ramayana, dem indischen „Ur-Kunstgedicht“, das Ashvaghosa gekannt haben muss. Das Sanskrit-Original des Buddhacarita ist nur teilweise erhalten. Der Inhalt des Werkes ist jedoch vollständig aus der tibetischen und der chinesischen Übersetzung ersichtlich.

#### Lalitavistara
Das Lalitavistara ist eine Buddha-Biographie des Mahayana-Buddhismus, die im 2. bzw. 3. Jahrhundert n. Chr. entstand. Das Lalitavistara ist nicht das einheitliche Werk eines Verfassers, sondern das Ergebnis jahrhundertelanger redaktioneller Tätigkeit. Junge Partien stehen neben alten, die nahe an die Zeit Buddhas heranreichen mögen.
Das Lalitavistara setzt sich zusammen aus Episoden, die in Pali und in Sanskrit überliefert sind. Der Indologe Moritz Winternitz (1863–1937) erklärte dies dadurch, dass das Lalitavistara ursprünglich auf einen Text der hinayanistischen Sarvastivada-Schule zurückgehe und später von einem mahayanistischen Autor überarbeitet und im Sinne des Mahayana umgestaltet worden sei. So wird Shakyamuni hier nicht, wie in der hinayanistischen Tradition, als gewöhnlicher Mensch dargestellt. Vielmehr wird betont, dass er von vornherein mit vollkommenem Wissen ausgestattet gewesen sei und den Weg zur Erkenntnis nur zum Schein noch einmal durchlaufen habe, um den Menschen den Weg zu weisen. Auch das Gelübde, das er als Sumegha vor Buddha Dipankara ablegte und seine Vorbereitung auf die Buddhaschaft im Tushita-Himmel sind, dieser Auffassung zufolge, Teil der Demonstration, durch die er allen Wesen den Weg zur Buddhaschaft aufzeigt. Diese doketistische Position des Mahayana-Buddhismus wurde vor allem durch das Lotos-Sutra gefestigt. Auf Grund der Umformung des Stoffes im Sinn des Mahayana, erlangte das Werk in Nordindien, dem Entstehungsgebiet dieser Tradition, große Popularität. Auch außerhalb Indiens erlangte das Lalitavistara große Bekanntheit. So wurde der Text mehrfach ins Chinesische, Tibetische und Mongolische übersetzt.

#### Jataka-Erzählungen
Im Pali-Kanon findet sich ein Werk des Titels Jataka. Es handelt sich hier um eine Sammlung von 547 Erzählungen, die aus den früheren Leben Buddha Shakyamunis berichten. Der Begriff Jataka hat seine etymologische Wurzel in jati (Sanskrit), was so viel wie Geburt bedeutet, und ist daher zu übersetzen als „Vorgeburtsgeschichte“.
In ihrem formalen Aufbau bestehen alle Erzählungen dieser Sammlung aus fünf verschiedenen Textteilen:
1. der „Gegenwartsgeschichte“, in der mitgeteilt wird, bei welcher Gelegenheit Shakyamuni die Erzählung aus der Vergangenheit mitgeteilt hat
2. der „Vergangenheitsgeschichte“, also der Erzählung aus der früheren Existenz Shakyamunis
3. den „Gathas“, d. h. Strophen, die meist in die Vergangenheitsgeschichte, seltener in die Gegenwartsgeschichte eingebettet sind
4. einem grammatischen und lexikographischen Kommentar zu den Gathas und
5. der „Identifikationserzählung“ (skr.: samodhana), in der die Personen der Vergangenheitsgeschichte mit denen der Gegenwartsgeschichte identifiziert werden.

Von diesem Gesamtwerk gelten nur die Gathas als kanonisch. Die übrigen Teile werden als Kommentar angesehen und tragen den Titel Jatakatthakatha (dt.: Darlegung des Sinnes des Jataka) oder Jatakavannana (dt.: Erläuterungen des Jataka). Während die Gathas traditionell als Buddha-Wort betrachtet werden, gilt der große Kommentator Buddhaghosa (5. Jahrhundert n. Chr.) als Verfasser der übrigen Teile des Gesamtwerks. Diese Zuordnung ist in der modernen Forschung bezweifelt worden. Allerdings ist sicher, dass das Werk zwischen dem 5. und dem 7. Jahrhundert seine heutige Form erhalten hat. An manchen Stellen wird deutlich, dass der Verfasser des so genannten Kommentars die, oft sprachlich schwierigen, Gathas nicht richtig verstanden hat.
Die didaktische Intention der Jataka-Erzählungen besteht darin, die Ermahnung der Befolgung der zehn Parami bzw. sechs Paramitas in Paradigmen aus den früheren Leben Buddhas zu kleiden. Die Popularität der Jataka-Erzählungen, von der auch der chinesische Indienpilger Yì Jìng berichtet, erkennt man daran, dass sie nicht nur schriftlich niedergelegt, sondern auch in Reliefform an den bedeutenden Stupas Indiens und Südostasiens dargestellt waren, wie z. B. in Sanchi.
Am Anfang des Jataka-Buches findet sich die als Einleitung konzipierte Nidanakatha. Sie ist die älteste ausführliche und zusammenhängende Shakyamuni-Biographie in der Pali-Sprache und bis heute eine der Hauptquellen der traditionellen Buddhabiographie der Theravada-Schule geblieben.
Des Weiteren ist Jataka auch die Bezeichnung einer Literaturgattung. So finden sich nicht nur im Pali-Kanon, sondern auch in der buddhistischen Sanskrit-Literatur Jataka-Erzählungen. Die berühmteste der in Sanskrit verfassten Jataka-Sammlungen ist das Jatakamala des Dichters Aryashura (4. Jahrhundert n. Chr.). In Südostasien wurden seit der Einführung des Buddhismus diverse weitere Jataka-Erzählungen verfasst. Berühmt ist insbesondere die Sammlung Pannasajataka (dt.: Fünfzig Jatakas). Darüber hinaus werden in Thailand, Laos und Kambodscha zahlreiche weitere Jatakas als Einzeltexte überliefert.

## Drei Arten von Buddhas
Es werden drei Arten von Buddhas unterschieden:

### Samyaksambuddha
Der „Vollkommene Vollständig-Erwachte“ (pali: sammásambuddha) bezeichnet einen Menschen, der die zur Befreiung und Vollendung führende Lehre, nachdem sie der Welt verloren gegangen ist, aus sich selbst heraus wiederentdeckt, selbst verwirklicht und der Welt lehrt und auf Grund seiner umfangreichen Fähigkeiten und Verdienste zahlreiche Menschen zur Befreiung führen kann.

„Da erkennt ein Mensch in den zuvor ungehörten Dingen selber die Wahrheit und erlangt darin die Allerkenntnis und in den Kräften die Meisterschaft. Diesen Menschen bezeichnet man als ‚Vollkommen-Erleuchteten‘.“

Die allen Buddhas eigentümliche, jedes Mal wieder von ihnen aufs Neue entdeckte und der Welt enthüllte Lehre bilden die Vier Edlen Wahrheiten (sacca) vom Leiden, seinem Entstehen, seinem Erlöschen und des zur Befreiung vom Leiden führenden achtfachen Pfades.
Der zur Verwirklichung des Samyaksambuddha führende Weg ist (nach ursprünglicher Lehre) der Weg des Bodhisattva.

### Pratyekabuddha
Der „Einzel-Erwachte“, (pali: paccekabuddha) bezeichnet einen Menschen, der zwar auch die zur Erlösung führende Lehre von sich heraus wiederentdeckt und eigenständig verwirklicht, sie jedoch nicht verkündet, andere Menschen nicht belehrt, sie nicht zur Befreiung führt.

„Da erkennt ein Mensch in den zuvor ungehörten Dingen selber die Wahrheit, aber er erlangt nicht darin die Allerkenntnis und in den Kräften nicht die Meisterschaft. Diesen Menschen bezeichnet man als ‚Einzel-Erleuchteten‘.“

### Sravakabuddha
Der „als Hörer-Erwachte“ (pali: savakabuddha) oder Arhat, bezeichnet einen Menschen, der die zur Befreiung führende Lehre und Praxis als Schüler eines Sammasambuddha oder ebenfalls Sravakabuddha erfährt und voll verwirklicht. Er ist wiederum in der Lage, den Dhamma/Dharma anderen Menschen zu lehren und sie zur Befreiung zu führen.

„Wer gerade auf dem Wege ist, Begehren nach formhaftem Dasein, Begehren nach formlosem Dasein, Eigendünkel, Zerstreutheit und Verblendung restlos zu verlieren, das Ziel der vollkommenen Heiligkeit zu verwirklichen, oder wer Begehren nach formhaftem Dasein, Begehren nach formlosem Dasein, Eigendünkel, Zerstreutheit und Verblendung restlos überkommen hat: diesen Menschen bezeichnet man als ‚Vollkommen Heiligen (arahāt)‘“